# Goudplaat
De Goudplaat is een Nederlands natuurgebied in het Veerse Meer in de provincie Zeeland. Het is ontstaan doordat na de afdamming van het Veerse Gat de zandplaat droog kwam te staan, als gevolg van het wegvallen van eb en vloed. Het is in beheer bij Staatsbosbeheer. Op de zuidelijke punt loopt een kleine groep przewalskipaarden op een afgerasterd gebied van 40 hectare, om door middel van begrazing bosvorming tegen te gaan. Het graaspatroon zorgt voor een gevarieerde grasmat met kort en hoog gras en struiken.